# Seiji Maehara

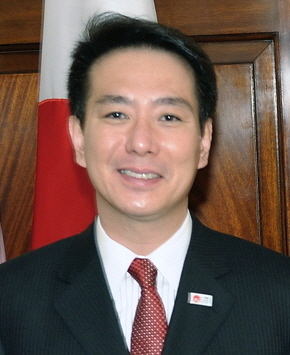
Seiji Maehara (2011)

Seiji Maehara (jap. 前原 誠司, Maehara Seiji; * 30. April 1962 im Sakyō-ku, Kyōto, Präfektur Kyōto) ist ein japanischer Politiker (Neue Japan-Partei→Minshu no Kaze→Neue Partei Sakigake→Demokratische Partei→Demokratische Fortschrittspartei→parteilos→Partei der Hoffnung→Demokratische Volkspartei→„Vereinigung zur Realisierung kostenloser Bildung“→Nippon Ishin no Kai), Abgeordneter im Shūgiin, dem Unterhaus des Parlaments, für den 2. Wahlkreis seiner Heimatpräfektur und stellvertretender Parteivorsitzender der Ishin no Kai. Er war von September 2010 bis zum 6. März 2011 Außenminister im Kabinett Kan und von 2005 bis 2006 Parteivorsitzender der Demokraten. In der Demokratischen (Fortschritts-)Partei stand hinter ihm eine eigene Faktion, die Maehara-Gruppe (auch Maehara-Edano-Gruppe; offiziell Ryōunkai). Vom 1. September 2017 bis zum 30. Oktober 2017 war er zudem Parteivorsitzender der Demokratischen Fortschrittspartei.

## Leben und Karriere

### Werdegang
Maehara ist Absolvent der juristischen Fakultät der Universität Kyōto und des Matsushita Seikei Juku (engl. The Matsushita Institute of Government and Management). 1991 wurde er für den Stadtbezirk Sakyō ins Präfekturparlament von Kyōto gewählt. 1992 beteiligte er sich an der Gründung der Neuen Japan-Partei, für die er bei der Shūgiin-Wahl 1993 im 1. Wahlkreis Kyōto (5 Mandate) antrat und mit dem zweithöchsten Stimmenanteil hinter Keiji Kokuta (KPJ) erstmals ins nationale Parlament gewählt wurde. Als Abgeordneter wurde er danach zehnmal in Folge wiedergewählt: 1996 im neu geschaffenen Verhältniswahlblock Kinki, seit 2000 bis einschließlich 2024 neunmal im Einzelwahlkreis Kyōto 2. Während der Parteiumbildungen der 1990er Jahre gehörte er nach der Neuen Japan-Partei zunächst der Fraktion Minshu no Kaze („Wind der Demokratie“), dann der Neuen Partei Sakigake und von 1996 bis zu deren Auflösung 2016 der Demokratischen Partei an.
Nach der erdrutschartigen Niederlage der Demokraten bei der Shūgiin-Wahl 2005 trat der damalige Parteivorsitzende Katsuya Okada zurück. Maehara wurde mit knapper Mehrheit gegen Naoto Kan zum Nachfolger gewählt. Während des Livedoor-Skandals um das Internetunternehmen Livedoor wurde vom demokratischen Abgeordneten Hisayasu Nagata eine E-Mail veröffentlicht, in der der bereits verhaftete Livedoor-Präsident Takafumi Horie eine Geldzahlung an den Sohn des LDP-Generalsekretärs Tsutomu Takebe anordnete. Die Mail stellte sich jedoch als eine Fälschung heraus; Maehara trat im April 2006 vom Parteivorsitz zurück. Unter seinem Nachfolger Ichirō Ozawa kehrte Maehara 2007 als stellvertretender Parteivorsitzender (fuku-daihyō) in den Parteivorstand zurück.

### Minister

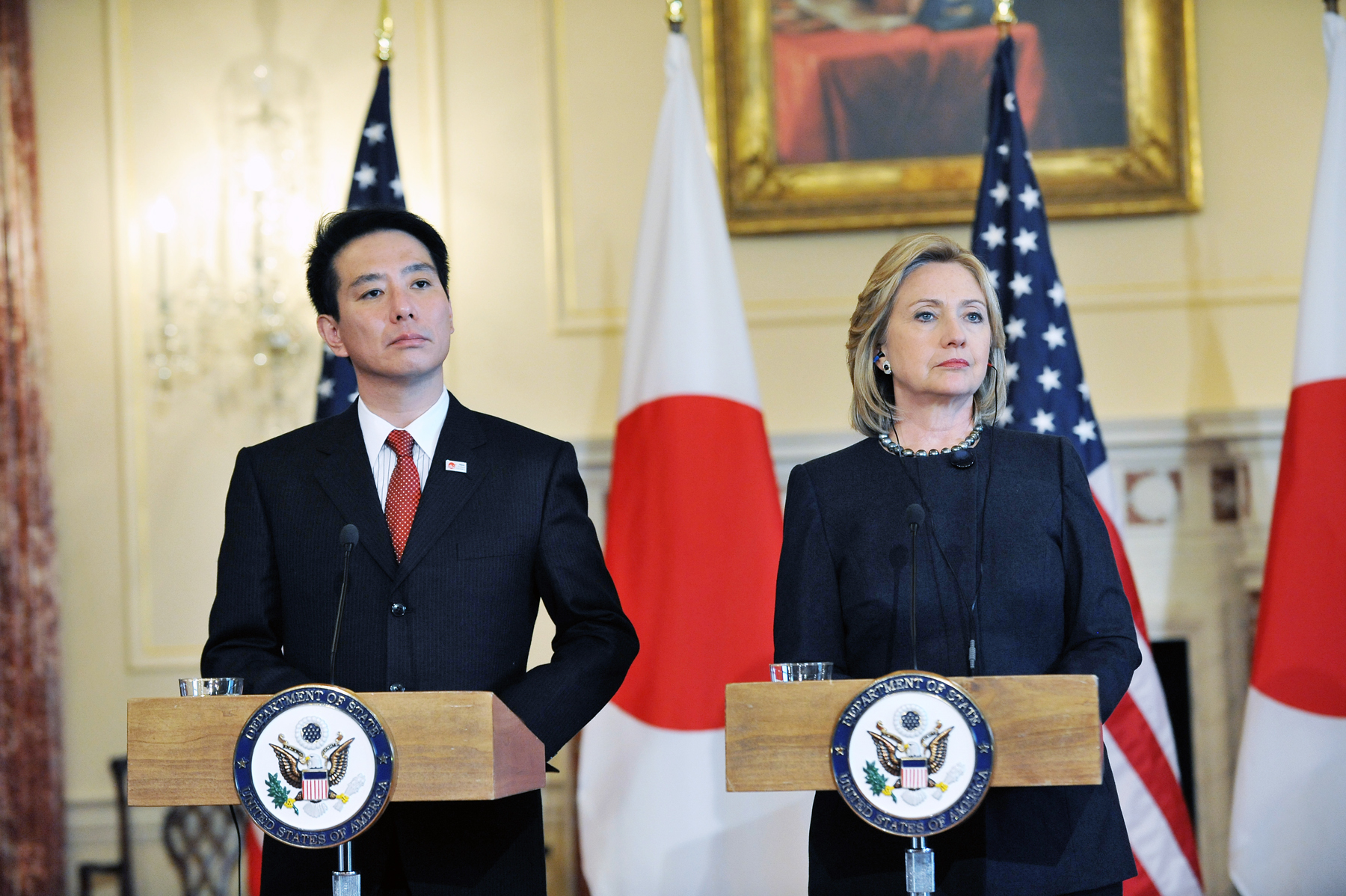
Maehara als Außenminister bei einer Pressekonferenz mit Hillary Clinton im Juni 2010

2009 wurde Maehara vom neuen demokratischen Premierminister Yukio Hatoyama als Minister für Land, Infrastruktur und Verkehr sowie Staatsminister für Okinawa und die Nördlichen Territorien und den Katastrophenschutz in sein Kabinett berufen. In dieser Funktion musste er unter anderem die Einstellung von seit Jahrzehnten geplanten Dammbauten durch die neue Regierung verteidigen und die Sanierung der angeschlagenen Fluglinie Japan Airlines (JAL) in Form der vom Ministerium eingerichteten JAL Saisei Taskforce (JAL再生タスクフォース, dt. etwa „JAL-Regenerationstaskforce“) in die Wege leiten. Außerdem kündigte er im Oktober 2009 an, den Flughafen Haneda wieder zum internationalen Luftfahrt-Drehkreuz im Großraum Tokio ausbauen zu wollen, gleichzeitig aber Narita als solches zu erhalten. 2010 übernahm ihn Hatoyamas Nachfolger Naoto Kan in sein Kabinett und berief ihn bei einer Kabinettsumbildung im September 2010 als Nachfolger von Katsuya Okada zum Außenminister. Im März 2011 wurde bekannt, dass Maehara illegale Spenden erhielt und gab als Konsequenz dessen am 6. März 2011 seinen Rücktritt vom Amt des Außenministers bekannt. Zu seinem Nachfolger wurde der bisherige Staatssekretär („Vizeminister“) im Außenministerium Takeaki Matsumoto ernannt.
Unter Naoto Kans Nachfolger Yoshihiko Noda war er von 2011 bis 2012 Vorsitzender des Politischen Forschungsrates der Partei.

### Erneut in der Opposition
Am 1. September 2017 wurde Maehara nach dem Rücktritt der Minshintō-Parteivorsitzenden Renhō Murata im Juli des Jahres zu deren Nachfolger gewählt. Er setzte sich dabei mit 502 von 834 Punkten gegen Yukio Edano (332 Punkte) durch. Am 30. Oktober 2017 trat er jedoch angesichts der Niederlage der Kibō no Tō (kurz Kibō) bei der Shūgiin-Wahl 2017 von seinem Posten zurück. Er hatte seine Partei mit der Erwartung, die Kibō würde erfolgreich abschneiden, von den Wahlen ausgeschlossen und damit vielen bisherigen Minshintō-Abgeordneten, die folglich für diese Partei kandidierten, den Wiedereinzug ins Parlament erschwert. Am 14. November 2017 trat er selbst der Kibō no Tō bei, die sich im Mai 2018 mit der Minshintō zur Demokratischen Volkspartei zusammenschloss.
Im Dezember 2023 gründete Maehara zusammen mit drei weiteren DVP-Abgeordneten und einem KDP-Abgeordneten die Kyōiku mushōka o jitsugen suru kai (教育無償化を実現する会; engl. Eigenbezeichnung „Free Education for All“, FEFA) – fünf Nationalabgeordnete zum Kalenderjahreswechsel sind die gesetzliche Voraussetzung für die Anerkennung als politische Partei bei der Zuteilung der Parteienfinanzierung zum Fiskaljahresbeginn im April. Im Januar 2024 bildete die Partei Gemeinschaftsfraktionen mit der Nippon Ishin no Kai im Nationalparlament. Im Oktober 2024 treten vier der fünf Abgeordneten inklusive Maehara der Ishin no kai bei.
Im Dezember 2024 wurde Maehara vom neuen Parteivorsitzenden Hirofumi Yoshimura zum „Kovorsitzenden“ berufen (kyōdō daihyō; aber anders als bei manchen Parteien, in denen es mehrere „Kovorsitzende“ gibt, die sich den Parteivorsitz teilen, gibt es bei der Nippon Ishin no Kai einen alleinigen Parteivorsitzenden, daihyō, und einen einzigen „Kovorsitzenden“ als eine Art erster Stellvertreter).